# Idioma bunurong
El idioma Boonwurrung, también conocido como Bunurong, Bun wurrung, y otras grafías variantes, es un idioma aborigen australiano hablado tradicionalmente por el Pueblo Boonwurrung de la Nación Kulin de Victoria central antes del asentamiento europeo en la colonia de Victoria. Los últimos hablantes nativos tradicionales restantes murieron a principios del siglo XX; sin embargo, hay un movimiento de avivamiento activo en marcha en la comunidad de Boonwurrung.

## Distribución geográfica
El boonwurrung fue hablado por seis clanes a lo largo de la costa desde el río Werribee, a través de la península de Mornington, Western Port Bay hasta el promontorio de Wilson.

## Idiomas relacionados
Boonwurrung está estrechamente relacionado con el idioma woiwurrung, con el que comparte el 93% de su vocabulario, y en menor grado con el Taungurung que se habla al norte de la Gran Cordillera Divisoria en el área del río Goulburn, con el que comparte el 80%.  Los lingüistas han considerado que Woiwurrung, Taungurong y Boonwurrung son dialectos de una sola lengua victoriana central, cuyo rango se extendía desde casi Echuca en el norte hasta Wilsons Promontory en el sur.
R. Brough Smyth escribió en 1878 que "Los dialectos de la tribu Wooeewoorong o Wawoorong (río Yarra) y la tribu Boonoorong (costa) son los mismos. Veintitrés de treinta palabras lo son, teniendo en cuenta las diferencias de ortografía y pronunciación, idénticos; cinco tienen evidentemente las mismas raíces, y sólo dos son muy diferentes".